# Парніцький Назар Петрович
Назар Петрович Парніцький (нар. 13 жовтня 2006, Радивилів, Україна) — український спідвеїст.

## Із життєпису
Навчався у школі-ліцею № 2 Радивилова. Любов до мотоспорту перейняв від батька, який став Назарові першим тренером. З юного віку займався мотокросом, згодом перейшов у спідвей. Шлях у спідвеї починав у складі «Рівненського міського спортивно-технічного клубу» під керівництвом Віктора Гайдима. У сезоні 2021 року захищав кольори команди «Marchenko Speedway Racing». З 2022 року виступає за команду «Унія» з польського міста Лєшно. У січні 2023 року підписав трудову угоду з клубом «Marchenko Speedway Racing».

## Досягнення

### В Україні
- Чемпіон України у класі мотоциклів з об'ємом двигуна 125 см куб. — 2017 рік[6]
- Срібний призер особистого чемпіонату України серед юніорів — 2021[8]

### На міжнародній арені
- Чемпіон  Європи серед юніорів U-19 — 2024 рік

- Віце-чемпіон особистого чемпіонату світу серед юніорів SGP2 — 2024
- Чемпіон Латвії серед юніорів — 2024[9]
- Переможець кваліфікаційного раунду особистого чемпіонату світу серед юніорів — 2024[10][11].
- Переможець другого етапу SGP2 (особистого чемпіонату світу серед юніорів) — 2024[12]
- Бронзовий призер Zlatá Prilba SNP — 2024[13]
- Бронзовий призер відкритого особистого чемпіонату Латвії — 2024[9]
- Фіналіст особистого чемпіонату Європи серед юніорів U-19 — 2023 рік (7-е місце)[14].